# Альянс либералов и демократов за Европу (транснациональный альянс)
Альянс либералов и демократов за Европу (фр. Alliance des Démocrates et des Libéraux pour l'Europe, сокр. фр. ADLE) — транснациональный альянс двух европейских партий, Европейской партии либеральных демократов и реформаторов и Европейской демократической партии. С 85 депутатами Европейского парламента альянс на третьем месте по числу представителей. Альянс также имеет группу представителей в Комитете регионов ЕС, Парламентской ассамблее Совета Европы и Межпарламентской ассамблее.